# Межигірська фаянсова фабрика

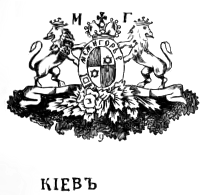
Марка Межигірської фабрики

Межигі́рська фая́нсова фа́брика — фабрика, заснована 1798 року поблизу Києва на території Межигірського монастиря.
У 1796 році німецький інженер Краніх віднайшов біля будівель Межигірського монастиря в Києві поклади каоліну. Глина стала сировиною для виготовлення посуду на побудованій поряд керамічній мануфактурі. При фабриці від 1826 року була художня школа.
Фабрика виготовляла чайний і столовий посуд (зокрема, з українською рельєфною орнаментикою), декоративні писанки, вази, тарілки, скульптурні вироби тощо.
Багато років на фабриці працював художник, майстер художньої порцеляни — Степанов Дмитро Іванович.
Фабрика існувала до 1874 року.

## Галерея виробництва Києво-Межигірської фаянсової фабрики

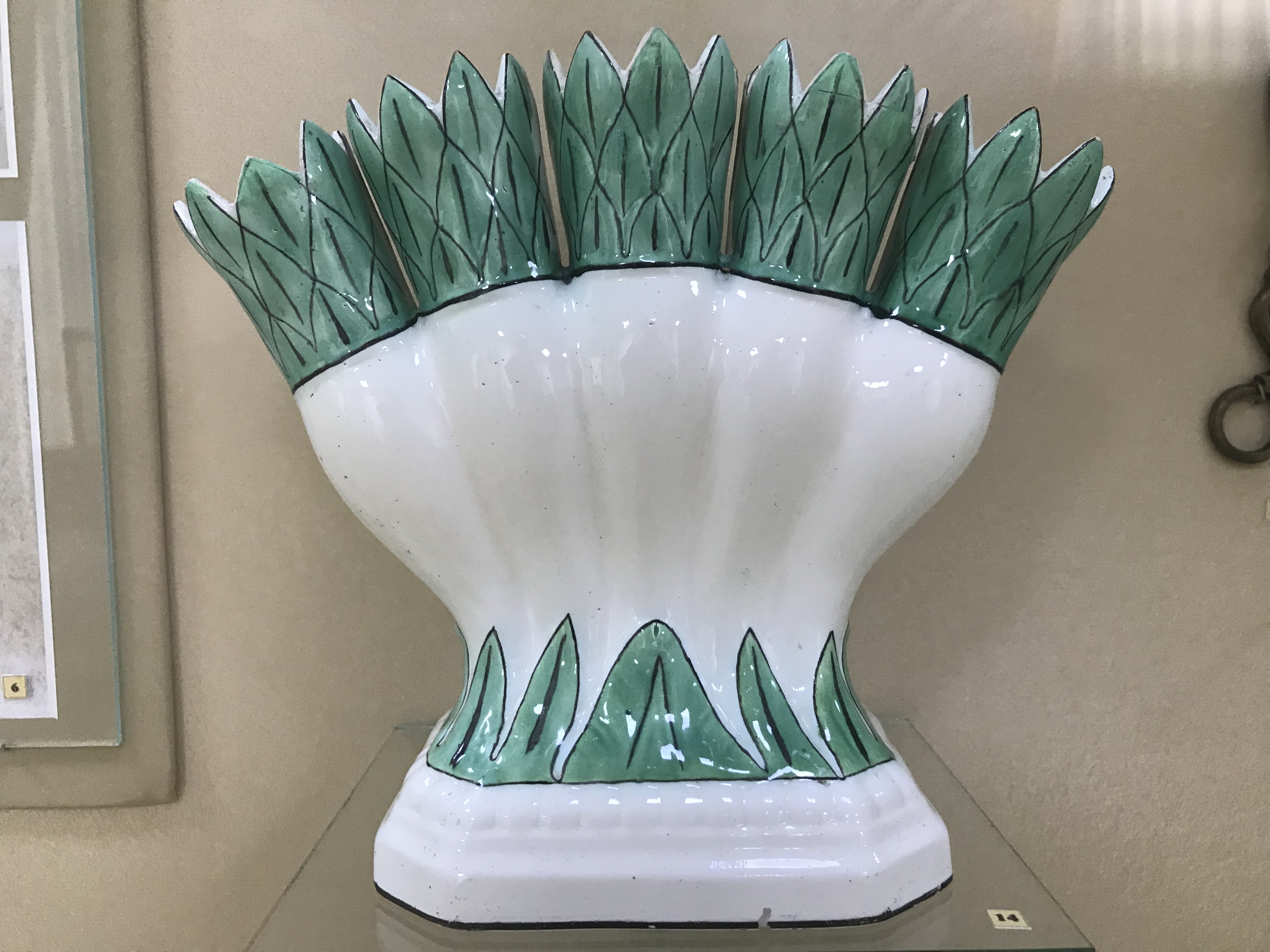
Підставка для серветок, 1835 р., Національний музей історії України, Київ
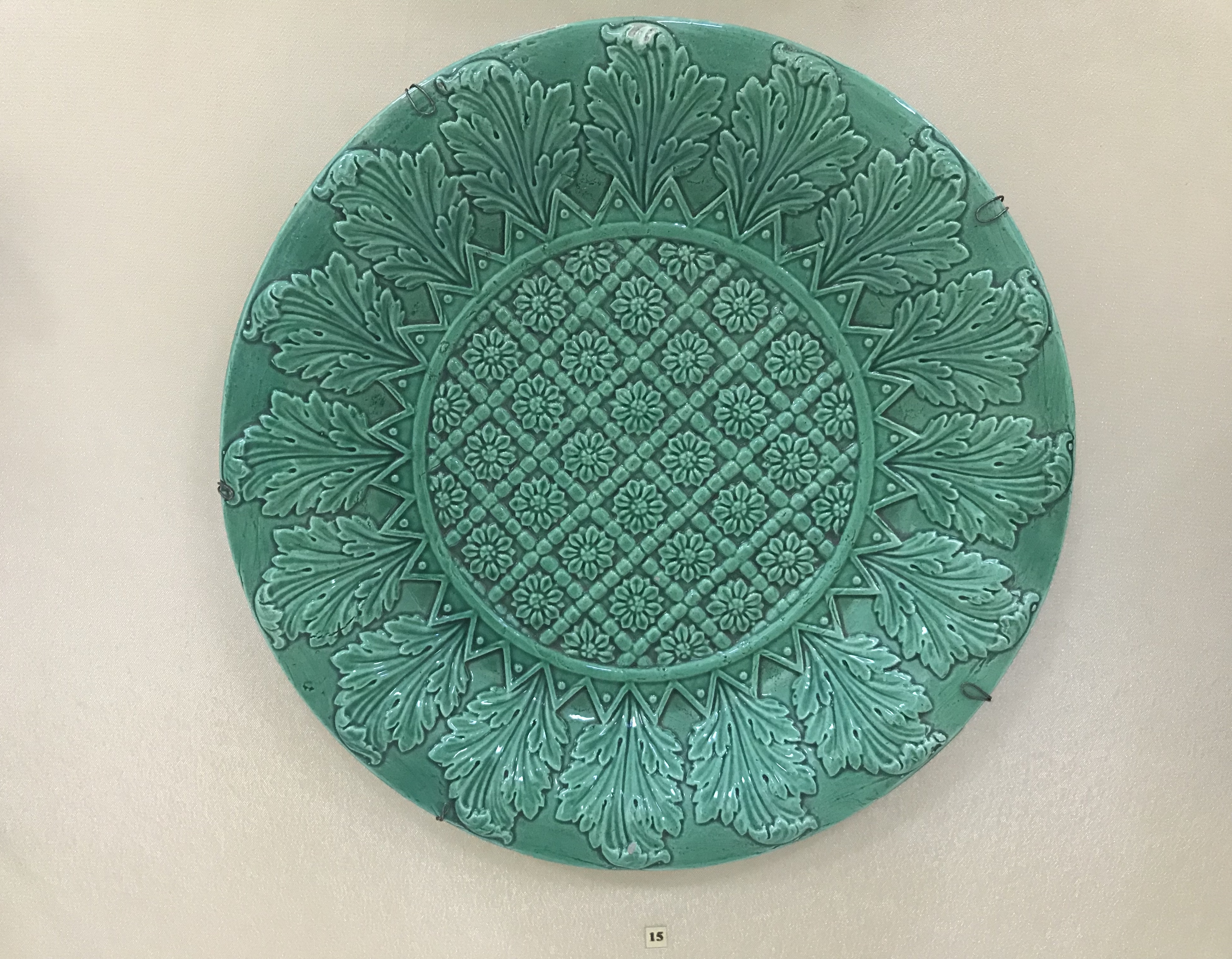
Тарілка, серед. XIX в., Національний музей історії України, Київ
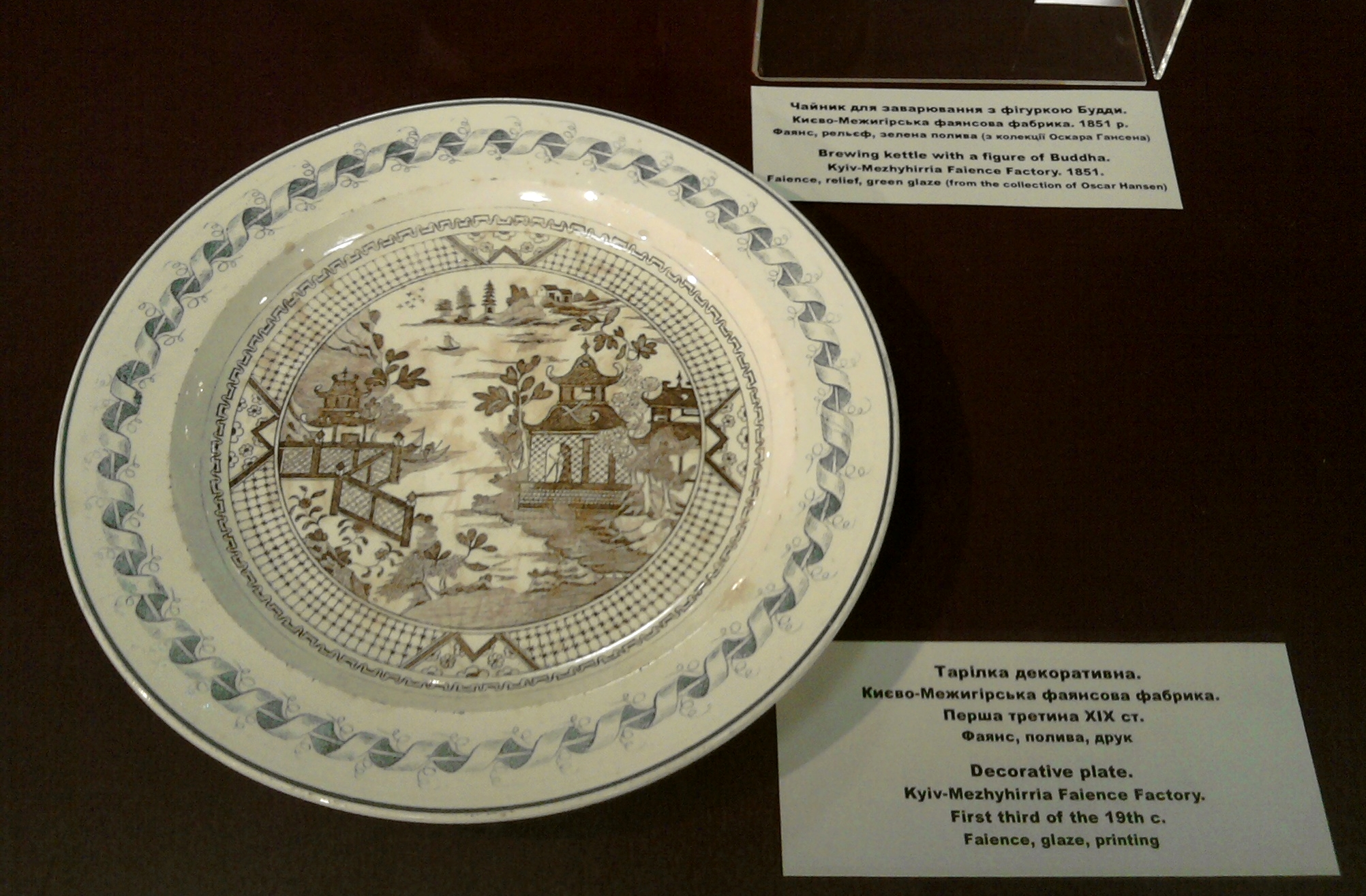
Таріль в стилі шинуазрі, XIX ст.
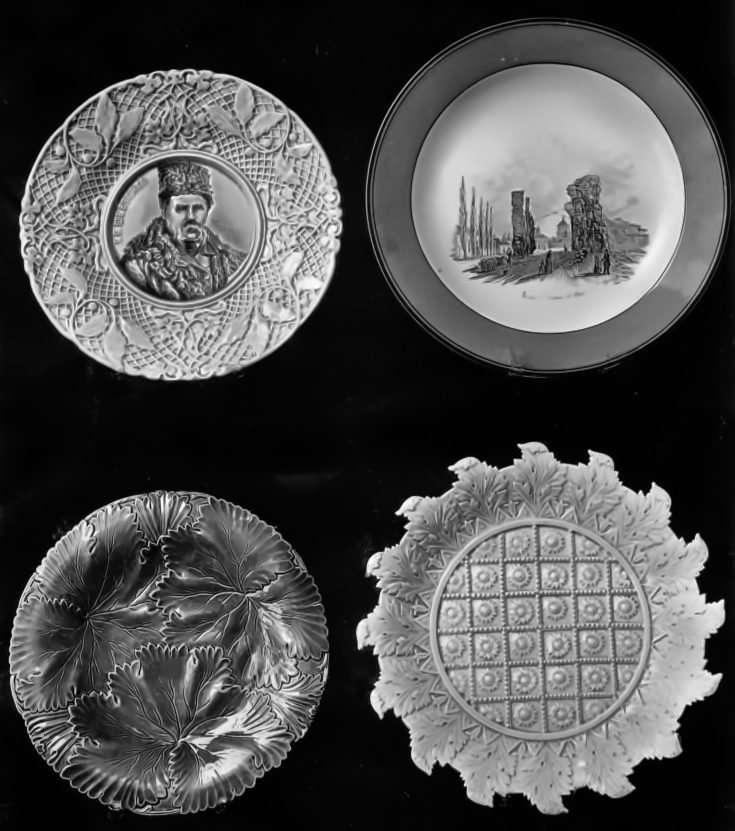
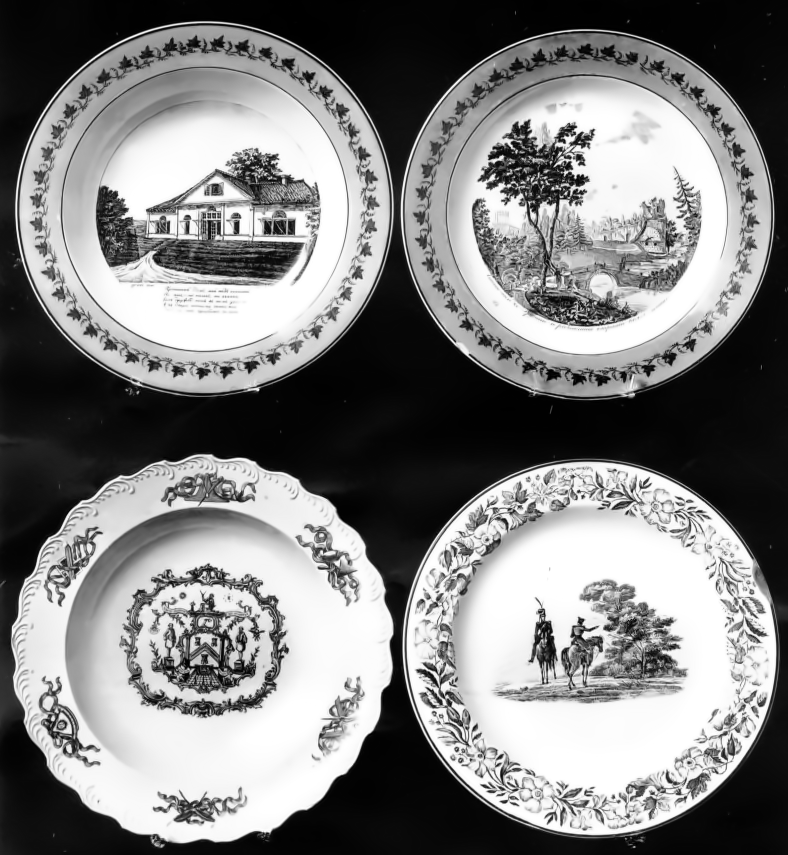
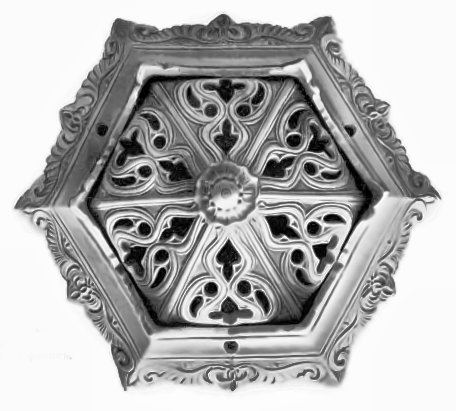
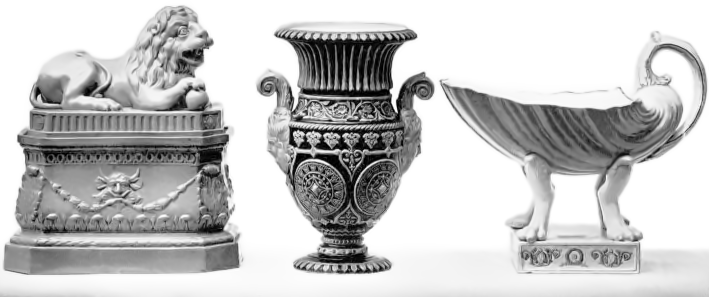
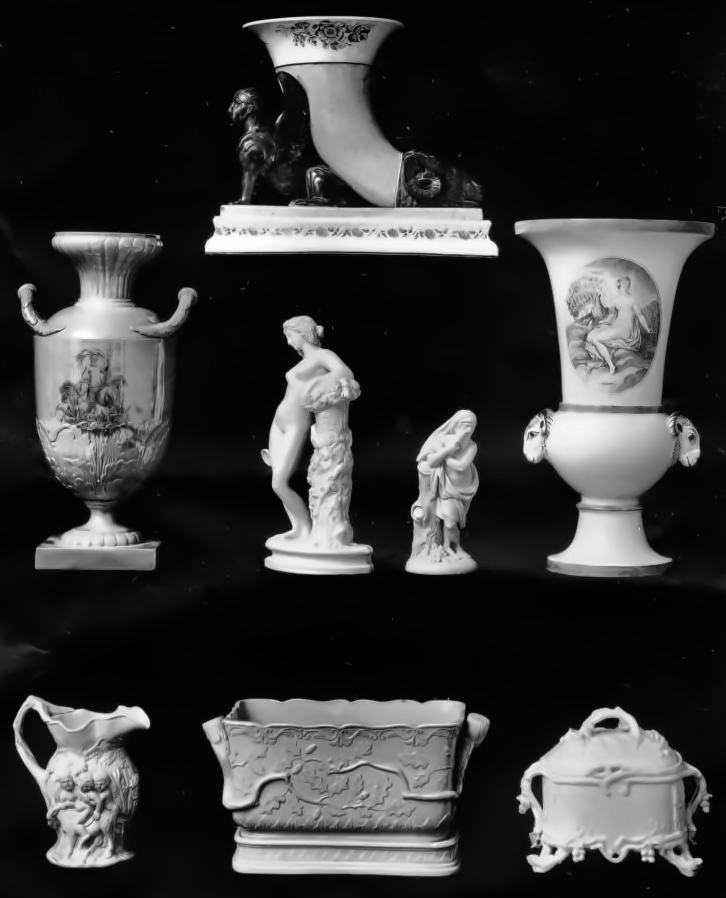